# Disforia de género en niños
La disforia de género en niños  (DSM-V; APA, 2014) es un diagnóstico psiquiátrico del Manual diagnóstico y estadístico de los trastornos mentales que describe  un malestar profundo y persistente en el niño en relación con su género asignado al nacer y el deseo de ser de otro género o la insistencia en afirmar que se pertenece a él. La discrepancia entre el género asignado al nacer y el género autopercibido por el niño y la angustia por esta incongruencia son los componentes principales del diagnóstico.
El DSM  ha reconceptualizado la transexualidad manteniendo  las connotaciones mórbidas de la categoría diagnóstica. El término actual de disforia de género es más descriptivo que el término anterior del DSM-IV, trastorno de identidad de género, ya que se centra en la disforia como problema clínico.
En el DSM IV  formaba parte de los trastornos sexuales y de la identidad sexual con el título de trastorno de la identidad sexual en niños. En el  DSM V cambia el nombre a es  disforia de género en niños, ambos con el código F64.2  número  [302.6]. En la CIE-10 (Clasificación Internacional de Enfermedades de la Organización Mundial de la Salud, OMS, 2000)  se lo denominaba trastorno de la identidad sexual en la infancia,   mientras que en la CIE-11 se le ha dado el nombre de incongruencia de género en la infancia.
Según el DSM IV TR ( APA 2005), los trastornos de la identidad sexual se caracterizan por una identificación intensa y persistente con el otro sexo, acompañada de malestares duraderos por el propio sexo. Según el Grupo de Trabajo sobre Trastornos de la Identidad Sexual y de Género  del DSM V, los niños con disforia de género necesitan un diagnóstico psiquiátrico, ya que la eliminación de dicha condición como diagnóstico psiquiátrico pone en peligro el acceso a la atención y al tratamiento. El diagnóstico de Trastorno de la Identidad de Género en la Infancia (TIGI) adquiere mayor relevancia tras la instauración de los tratamientos hormonales que demoran la pubertad. En el DSM V, se elimina la subtipificación en función de la orientación sexual porque la distinción ya no se considera clínicamente útil.

## Historia
El diagnóstico de transexualidad apareció por primera vez en el DSM-III junto a un diagnóstico infantil denominado trastorno de identidad de género de la infancia, en 1980. También aparecía en la CIE-9 (World Health Organization-WHO, 1978).
La Clasificación Internacional de Enfermedades de la Organización Mundial de la Salud, (HA60-HA6Z)  CIE-11, lo incluye dentro de  los trastornos mentales, del comportamiento y del neurodesarrollo. Los  trastornos  mentales  del  comportamiento  y  del  neurodesarrollo  son  síndromes  que  se caracterizan por una alteración clínicamente significativa en la cognición, la regulación emocional o el comportamiento de un niño que refleja una disfunción en los procesos psicológicos, biológicos o del desarrollo que subyacen al funcionamiento mental y comportamental. Estas perturbaciones están generalmente  asociadas  con  malestar  o  deterioro  significativos  a  nivel  personal,  familiar,  social, educativo o en otras áreas importantes del funcionamiento. Esta terminología, junto a los criterios,se revisaron en las sucesivas versiones del DSM. Estos cambios  no se basaron únicamente en la investigación sino también en factores sociales y políticos que contribuyeron a la conceptualización del trastorno. El área de sexo y género es muy controvertida y ha dado lugar a una proliferación de términos cuyos significados varían con el tiempo y dentro de cada disciplina y entre ellas. El  DSM-V  introdujo cambios terminológicos y conceptuales pero siguió catalogando al trastorno de la identidad sexual en niños como trastorno mental. El CIE-10 lo incluye como trastorno de la identidad sexual en la infancia, en su clasificación de los trastornos mentales. El DSM V modificó el nombre con la intención manifiesta de evitar el estigma y garantizar la atención clínica a las personas que se ven y se sienten como un  género diferente de su sexo biológico o sexo asignado al nacer.

## Prevalencia
Hay muy pocos datos epidemiológicos sistemáticos referentes a la prevalencia de los diversos trastornos de identidad de género y muestran una gran variabilidad, muy probablemente debido a las diferencias de los métodos de valoración, las definiciones empleadas y las características de la población estudiada. Entre niños criados en entornos con menos estereotipos de género la disforia no se manifiesta con la misma prominencia.  Tomando en cuenta poblaciones que buscan tratamiento para la disforia algunos estudios estiman que la prevalencia del diagnóstico de disforia de género en las poblaciones es inferior al 1/1000, aunque otras estimaciones muestran una prevalencia de 1 de cada 11 000 varones y 1 de cada 30 000 mujeres. El comportamiento atípico de género es común entre los niños pequeños y puede ser parte del desarrollo general por lo que es difícil determinar la incidencia y la prevalencia exactas, pero todas las estadísticas muestran un marcado  aumento en el número total de niños y jóvenes desde 2012.
El comienzo de la disforia de género en niños suele tener lugar en la infancia pero solo un reducido número de casos que presentan una disforia de género durante la infancia evolucionan hacia el transexualismo en la edad adulta. Muchos niños tienen comportamientos del género opuesto pero un número significativamente menor querrá pasar por una transición una vez vivida la pubertad, durante su adolescencia o en la adultez. El 85% de los casos los síntomas desaparecen después de la pubertad.  Según el DSM V, sólo un pequeño número de niños con disforia de género continúa presentando síntomas que cumplan los criterios para el trastorno de la identidad de género en la edad adulta.  Alrededor del 35% de los niños con disforia que buscan tratamiento presentan rasgos autistas de moderados a graves, lo cual es una proporción mucho más elevada que la de la población en general.
Los trastornos de la personalidad asociados son más frecuentes en los varones que en las niñas. Los niños con disforia de género suelen padecer al mismo tiempo trastornos depresivos y trastorno de ansiedad por separación. Las estadísticas muestran que hasta un 66% de los individuos con disforia de género presentan una orientación sexual homosexual durante la adolescencia.

## Diagnóstico
La discrepancia entre el sexo biológico cromosómico y la identidad autopercibida por el sujeto y la angustia por esta incongruencia son los componentes principales del diagnóstico. Un buen diagnóstico adquiere mayor relevancia tras la instauración de los tratamientos hormonales que demoran la pubertad. La evaluación para realizar un diagnóstico  se basa en la entrevista clínica con el/la paciente y su familia, con una anamnesis completa de la historia vital del niño o niña, su diario de actividades cotidianas, el estado de ánimo del menor y el nivel de malestar que experimenta. No hay ningún test diagnóstico específico para el trastorno de la identidad sexual en niños y el diagnóstico es meramente clínico. Se basa fundamentalmente en la observación, en cómo el niño se viste acorde a los estereotipos de género. Esto puede inferirse a partir de múltiples manifestaciones y a que el comportamiento de los niños no se corresponde con el estereotipo cultural de masculinidad o femineidad.  Para que a un niño o niña se le diagnostique disforia de género en la infancia debe haber una marcada diferencia entre el  entre el género autopercibido por el niño y el sexo asignado al nacer y debe continuar durante al menos seis meses. En los niños, el deseo de ser del otro género debe estar presente y verbalizado. Se debe especificar si viene acompañado de un trastorno del desarrollo sexual y codificar el trastorno de desarrollo sexual si está presente, además de la disforia de género.
El DSM-III y el DSM-IV sostenían que el rechazo a las características sexuales anatómicas no era condición necesaria para el diagnóstico del trastorno de la identidad sexual ni en los niños ni en las niñas, siempre que presenten un sentimiento de inadecuación con su rol estereotipado de género. El DSM-V sostiene que los criterios que hacen referencia al rechazo a la anatomía física o a las características sexuales no son necesarios para la realización del diagnóstico.
Para el adecuado diagnóstico, los niños con trastorno de la identidad sexual no deben tener ninguna patología genética o cromosómica ni ser intersexuales  y deben tener genitales normales. El diagnóstico no puede establecerse si el existe un síndrome de insensibilidad a los andrógenos o hiperplasia suprarrenal congénita. El trastorno de identidad sexual en la infancia o disforia de género en la infancia se define como un trastorno que se manifiesta clínicamente por primera vez durante la primera infancia y no deben confundirse con la falta de conformidad con el rol sexual socialmente aceptado, es decir, con la disconformidad de género, que no es algo patológico y que es mucho más frecuente.

## Sintomatología
Los niños con este trastorno presentan algunos de los siguientes síntomas:
(1) Deseos repetidos de ser del otro sexo.
(2) En los varones, preferencia por el travestismo o por simular vestimenta considerada femenina como usar faldas y pelo largo, en las niñas, insistencia en usar ropa considerada masculina como pantalones y usar pelo corto.
(3) Preferencias  por el papel del otro sexo o fantasías de pertenecer al sexo opuesto.
(4) Deseo de participar en los juegos  propios del otro sexo y muestran poco interés por los juguetes estereotipados femeninos, como por ejemplo, las muñecas, o por las actividades estereotipadas masculinas como, por ejemplo, los disfraces femeninos o los juegos de rol. Los niños quieren jugar con muñecas y no con coches y evitan los juegos violentos mientras que las niñas no quieren jugar con muñecas y prefieren practicar deportes competitivos y camiones. 
(5) Preferencia por compañeros de juego y amiguitos del sexo contrario.
Es decir, si a una niña le gusta usar el pelo corto y prefiere pantalones en vez de faldas, le gusta jugar con coches y camiones en vez de muñecas o prefiere deportes competitivos en vez de jugar a ser la mamá, entonces se puede diagnosticar este trastorno, aunque , por el otro lado el DSM V también dice que la simple masculinización de los hábitos en las niñas o la afeminación en los niños no son suficientes como para realizar un diagnóstico. El diagnóstico no puede hacerse cuando el niño o niña ya ha alcanzado la pubertad. Este diagnóstico implica la presencia de al menos seis de los criterios y un malestar o deterioro funcional significativo asociado, que dure al menos 6 meses.

## Tratamiento
Existen principalmente tres tipos de abordaje terapéutico en niños con disforias de género:
1. ) El modelo afirmativo.
2. ) El modelo terapéutico.
3. ) El "watchful waiting" (o de espera vigilada).

No existe consenso entre los investigadores y profesionales sobre el tratamiento de la disforia de género en la infancia y tampoco existe evidencia que apoye un enfoque por sobre otros.
1) El modelo afirmativo propone el uso de bloqueadores de pubertad para evitar el desarrollo puberal de estos niños para que luego puedan recibir hormonas de afirmación de género. La Sociedad de Endocrinología y la Asociación Profesional Mundial para la Salud Transgénero publicaron unas directrices para el tratamiento de los adolescentes con disforia de género que recomiendan el uso de agonistas de la hormona liberadora de gonadotropina en la adolescencia para suprimir la pubertad.
Desde  la década de los 90, los endocrinólogos pediátricos tratan a niños y adolescentes con disforia de género con fármacos supresores de la pubertad y, en menor medida, con terapias hormonales para ambos sexos.
Hasta ahora no existe consenso sobre el uso de estas intervenciones médicas tempranas.  Los científicos están intentando estudiar el impacto de este tratamiento en la maduración cerebral, la cognición y el rendimiento psicológico de los niños,  pero las investigaciones son  aún muy escasas.  Las orientaciones del Servicio Nacional de Salud del Reino Unido o NHS sobre los bloqueadores de la pubertad reconocen que se sabe poco sobre sus efectos a largo plazo, o sobre el impacto que pueden tener en el cerebro y los huesos de los niños. El tratamiento es experimental y sus consecuencias a largo plazo son desconocidas. Lo que sí se sabe es que su uso deja a los niños en un limbo de desarrollo sin las hormonas puberales y los caracteres sexuales secundarios que consolidan la identidad de género.
Los estudios por el momento muestran que el trastorno de la identidad sexual en niños, en la mayoría de los casos desaparece luego de la adolescencia. Solamente persiste después de la pubertad en el 10/30% de los casos, mientras que cuando se impide el desarrollo hormonal de la pubertad se fomenta el deseo de identificarse con el sexo biológico en más del 90% de los niños.
Los que se oponen al modelo afirmativo temprano lo hacen con el argumento de que los bloqueadores puberales (que se viene usando desde hace casi tres décadas) provocan cambios irreversibles, como el desarrollo de las mamas para quienes consumen estrógenos o la profundización de la voz para quienes toman testosterona.
2) El modelo terapéutico considera que  la comprensión de los niños pequeños sobre el género es escasa y  limitada, considera inexistente la competencia del niño y la autoridad para tomar decisions a edades en que el cerebro no terminó de desarrollarse, considera que el niño no puede comprender plenamente el alcance de una decisión que conlleva consecuencias importantes y permanentes, considera que la decisión de cambiar de género quirúrgicamente se basa en una concepción del género que puede fluctuar durante la adolescencia. Este abordaje terapéutico se centra en la interacción del niño con sus padres y con el grupo de compañeros y se trabaja sobre patologías subyacentes y sobre el malestar de los sentimientos disfóricos para mejorar la adaptación psicosocial y calidad de vida del infante. Desde el punto de vista de la psicología, aún no existe una clínica  basada en la evidencia que se pueda poner en práctica sin debates, aunque se sabe que, en algunos casos, los comportamientos del niño pueden cambiar como resultado de una psicoterapia al resolver sus conflictos aunque no sea la intención del psicólogo.
3) En el abordaje "watchful waiting" la recomendación general es la espera vigilante y la observación cuidadosa de cómo se desarrolla la disforia de género en las primeras etapas sin apurar la supresión de la pubertad, dado que la mayoría de los niños tiende a desistir de la disforia antes o justo después del inicio de la pubertad y por la dificultad de determinar cuál es el límite inferior de edad apropiado para iniciar la supresión de la pubertad. Consideran que los adolescentes que mantienen su disforia de género pueden considerarse aptos para la supresión de la pubertad y las subsiguientes hormonas de sexo cruzado cuando alcanzan los 16 años.  Ante niños y familias muy angustiadas, los profesionales pueden sentirse presionados para iniciar una intervención física sin consultar a colegas psicólogos pero dadas las consecuencias total o parcialmente irreversibles de las intervenciones hormonales, este modelo considera vital realizar un diagnóstico cuidadoso y esperar un poco ya que solo una minoría de niños mantendrá el trastorno y desarrollará un transexualismo en la adultez.